# Paul Roder
Paul Roder (* 12. Juli 1902 in Lößnitz; † 12. September 1993 in Olbernhau) war ein deutscher Lehrer und Heimatforscher, der als Ortschronist und Museumsleiter in Olbernhau wirkte.

## Leben
Paul Roder stammte aus dem Westerzgebirge, wo er in der Stadt Lößnitz geboren wurde und die Volksschule besuchte. Anschließend ging er an das Lehrerseminar in die Bergstadt Schneeberg (Erzgebirge), das er erfolgreich abschloss. Seine erste Arbeitsstelle erhielt er als Lehrer in Lößnitz, später wechselte er in die Messestadt Leipzig.
Im Jahre 1928 erhielt Paul Roder eine Anstellung als Lehrer in Olbernhau. Die Stadt an der Grenze zur Tschechoslowakei wurde fortan sein Lebensmittelpunkt. Er unterrichtete zunächst an der Selekta und wurde dann Leiter der Hilfsschule in Olbernhau. In den 1950er Jahren wechselte er als Lehrer an die dortige Berufsschule Olbernhau, wo er Schüler im kaufmännischen Sektor ausbildete. Nebenher gab es auch kaufmännische Kurse an der Volkshochschule in Olbernhau.
Unmittelbar nach Ende des Zweiten Weltkrieges beschäftigte sich Paul Roder ehrenamtlich mit der Neubearbeitung des Ortschronik von Olbernhau. Ab 1961 schrieb er mehrere heimatgeschichtliche Aufsätze für die Kulturbundzeitschrift des Kreises Marienberg, Unsere Heimat.
Bereits im Rentenalter übernahm Paul Roder im Jahre 1973 die Leitung des Museums Haus der Heimat in Olbernhau. Im Alter von 79 Jahren übergab er diese Funktion einem jüngeren Nachfolger. Auch das Technische Denkmals Kupferhammer in der Saigerhütte Grünthal wurde von ihm fast zwanzig Jahre geleitet und von ihm ein historischer Lehrpfad im Bereich der Saigerhütte entworfen.

## Ehrungen
Für seine Verdienste als Ortschronist und Museumsleiter wurde er am 9. November 1991 zum Ehrenbürger der Stadt Olbernhau ernannt. Ferner war er Ehrenmitglied des Erzgebirgszweigvereins Olbernhau.

## Schriften (Auswahl)
- mit Peter Müller: 100 Jahre Krankenhaus – Pflegeheim Olbernhau. Geschichte der Entwicklung unter kapitalistischer und sozialistischer Gesellschaftsordnung 1885–1985, Olbernhau, 1987.
- Olbernhau in alten Ansichten, Zaltbommel/Niederlande: Europ. Bibliothek, 1991.